# Walter Gay
Pour les articles homonymes, voir Gay.
Walter Gay (Boston, 22 janvier 1856 - Villiers-en-Bière, 13 juillet 1937) est un peintre d'intérieur américain né à Hingham (Massachusetts) et mort à Villiers-en-Bière.

## Biographie
Walter Gay naît le 22 janvier 1856 à Boston. Il épouse Matilda E. Travers, la fille de William R. Travers (en), un riche investisseur de New York.
Le couple s'installe à Paris en 1876. Pour parfaire son apprentissage à l'instar de son compatriote John Singer Sargent dont il devient l'ami, Walter Gay devient l'élève de Leon Bonnat. Il suit l'enseignement de ce dernier pendant trois ans. Il ne néglige pas la peinture de plein air  et se rend à Auvers-sur-Oise où il rencontre Charles Daubigny considéré comme une référence parmi les paysagistes. À Barbizon il retrouve un ami américain installé pour peindre auprès de Jean-François Millet. Il exposa au Salon de Paris en 1885.
En juin 1899, il rejoint la Société nouvelle de peintres et de sculpteurs, avec une première exposition collective à la galerie Georges Petit à Paris en mars 1900.
Il est le dernier propriétaire privé du château du Bréau, aujourd'hui disparu, commune de Villiers-en-Bière.
Il meurt le 15 juillet 1937 à Paris.

## Distinctions
Walter Gay est nommé chevalier dans l'ordre national de la Légion d'honneur le 15 janvier 1895, promu officier par décret du 21 juillet 1906 et commandeur du même ordre par décret du 13 août 1927.

## Collections publiques
- Pas-de-Calais, collection du département : Le Potager, vers 1887, huile sur toile marouflée sur carton[8]

## Galerie

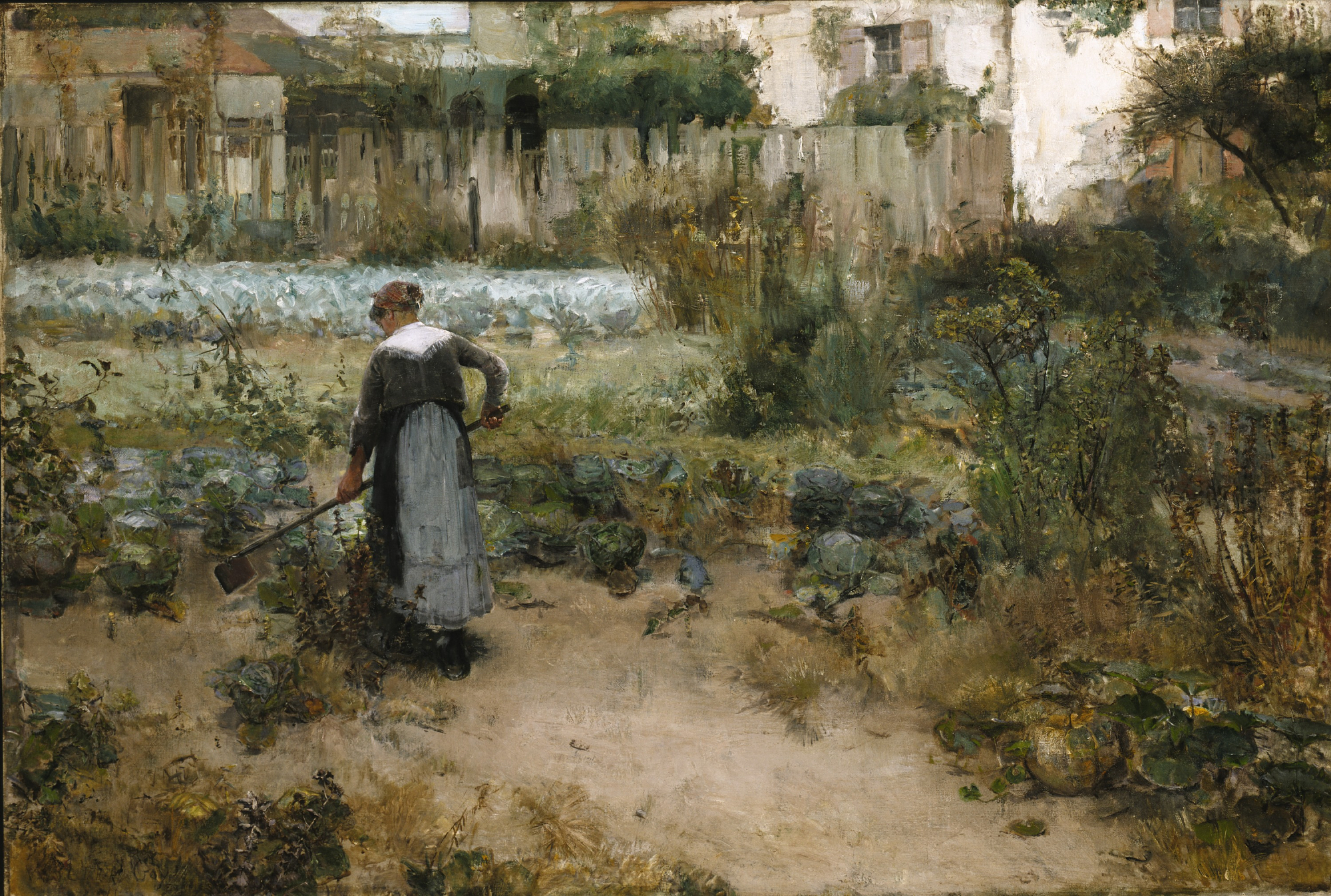
Novembre, Étaples.
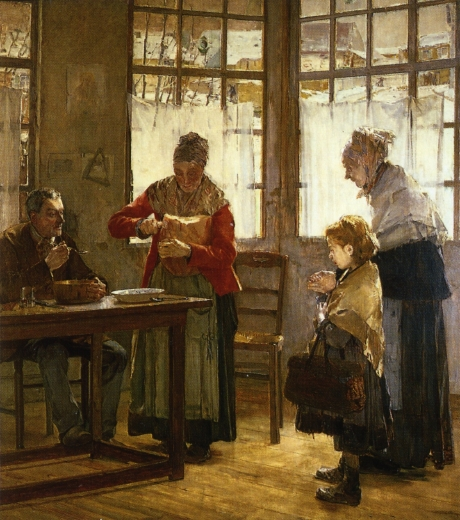
Charité.
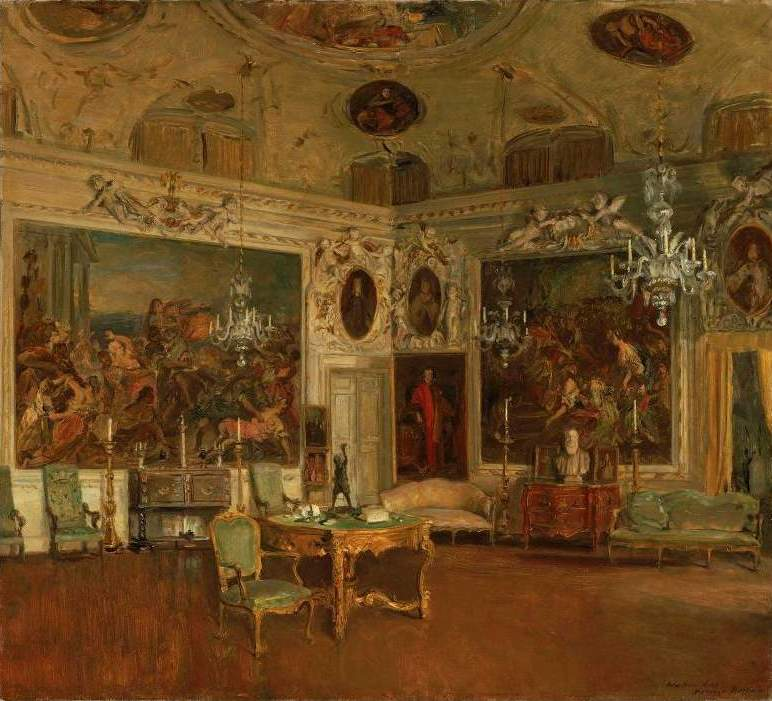
Intérieur du Palazzo Barbaro, Venise.
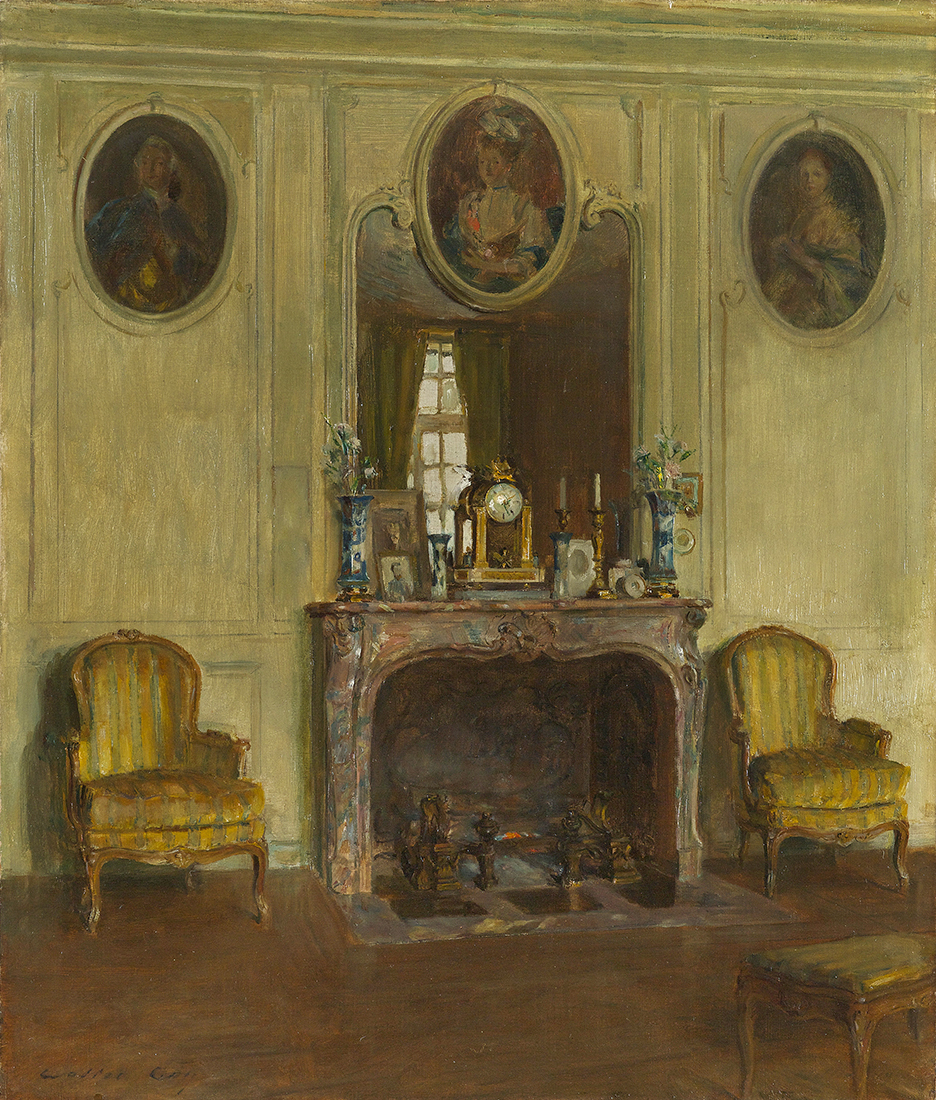
Intérieur due Château du Breau.
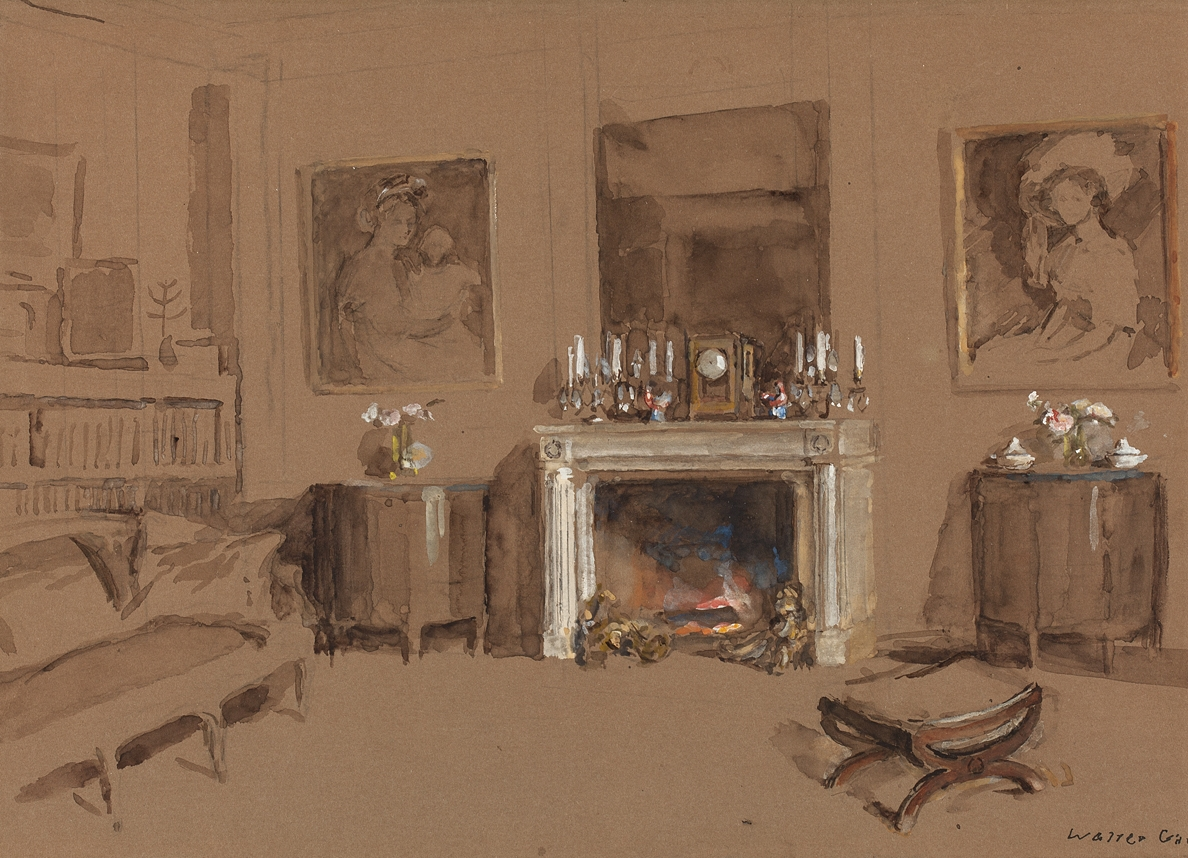
Intérieur avec cheminée.
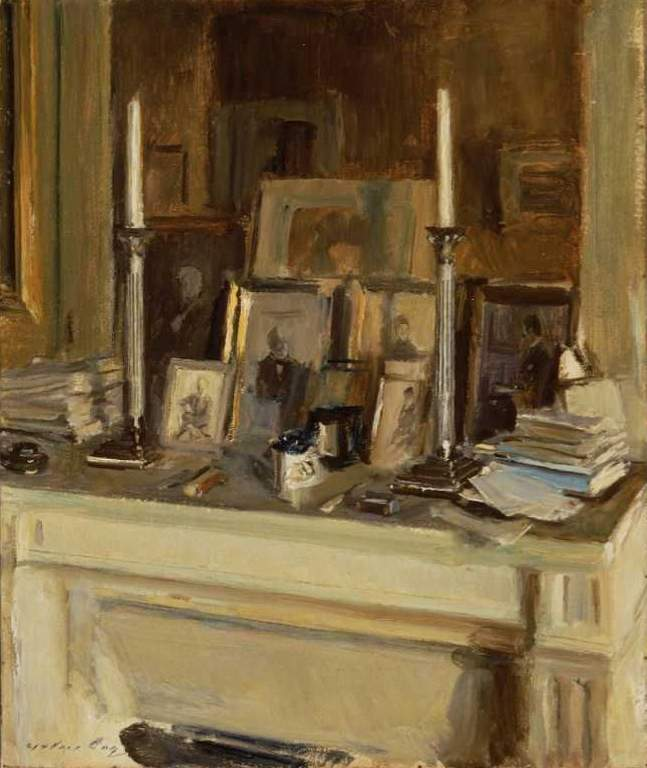
La Cheminée.
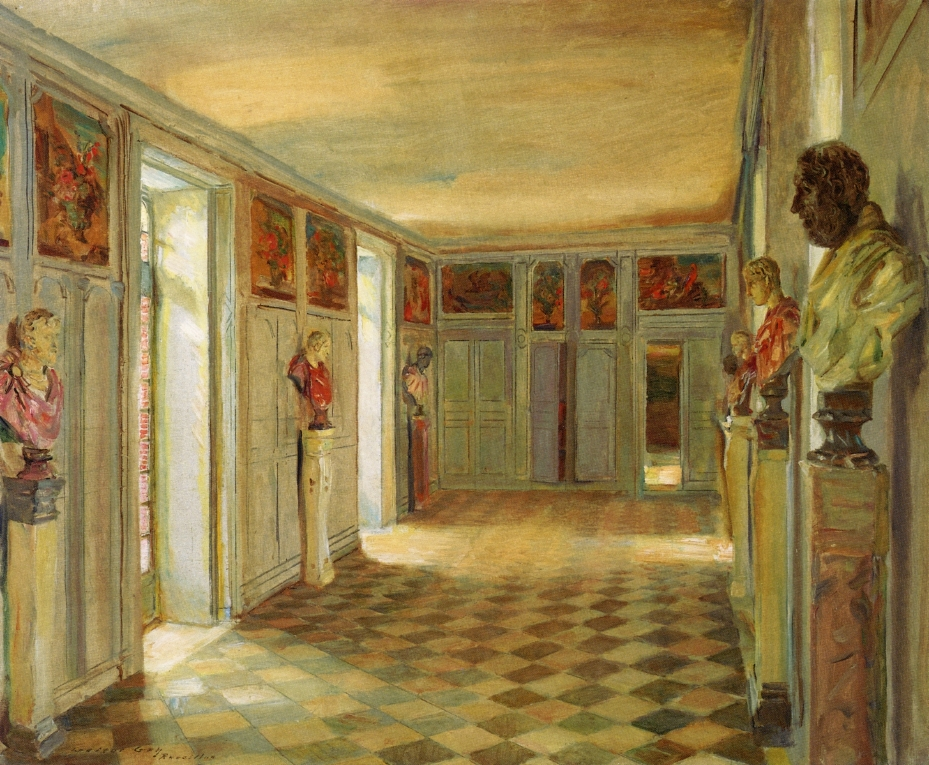
Galerie des Bustes, Château du Reveillon.
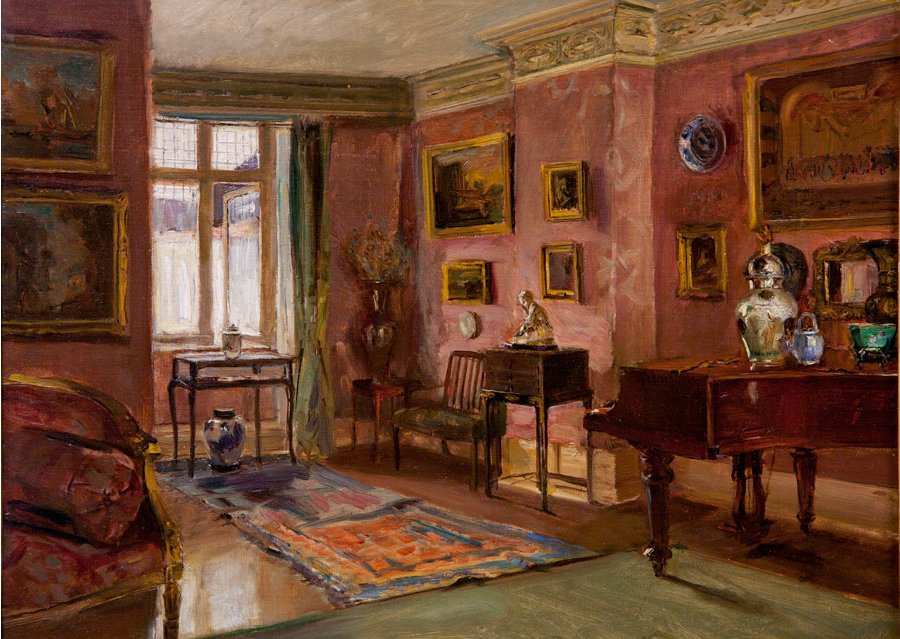
The Front Parlor, après 1909.
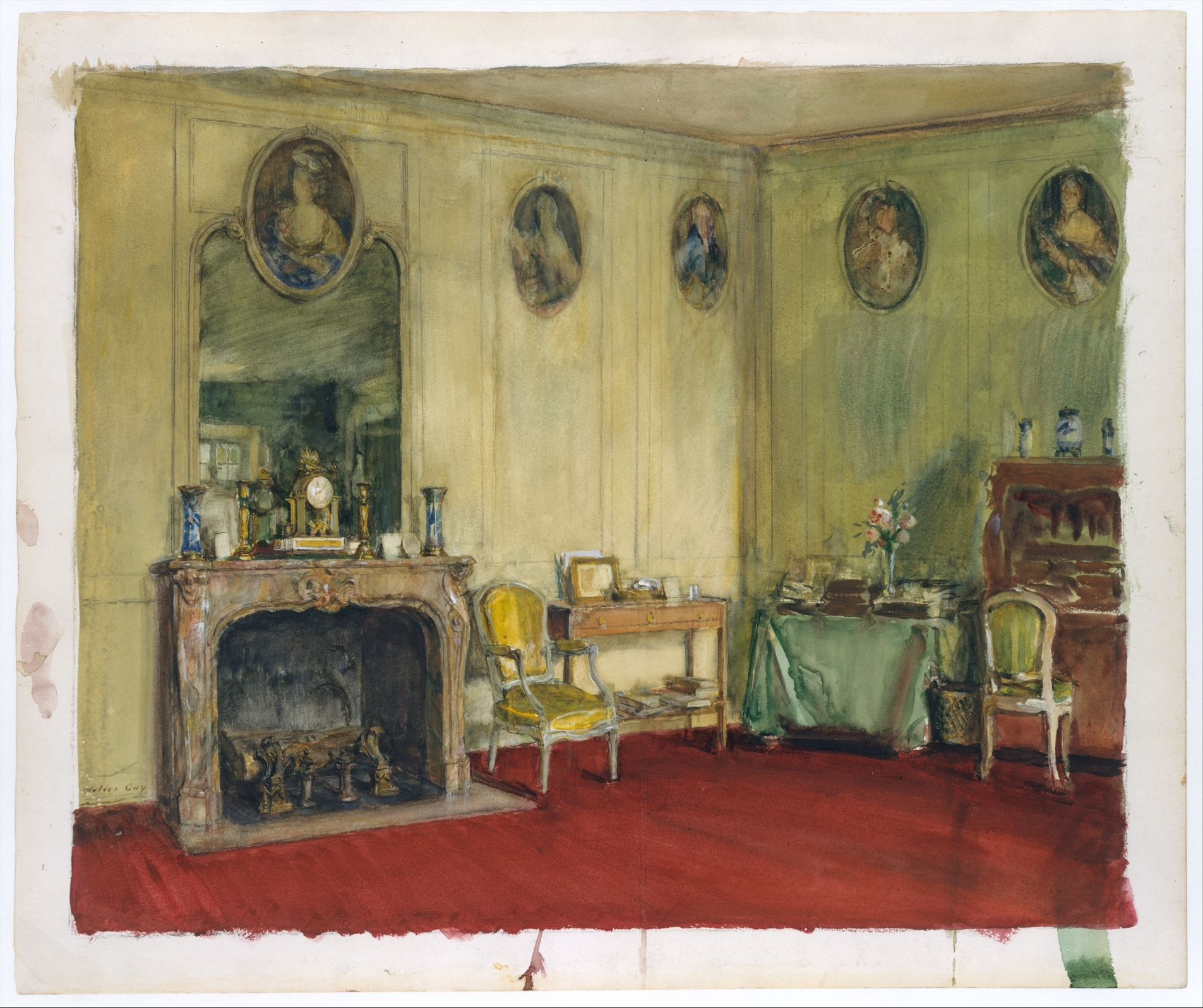
Interior, aquarelle au Metropolitan Museum of Art.
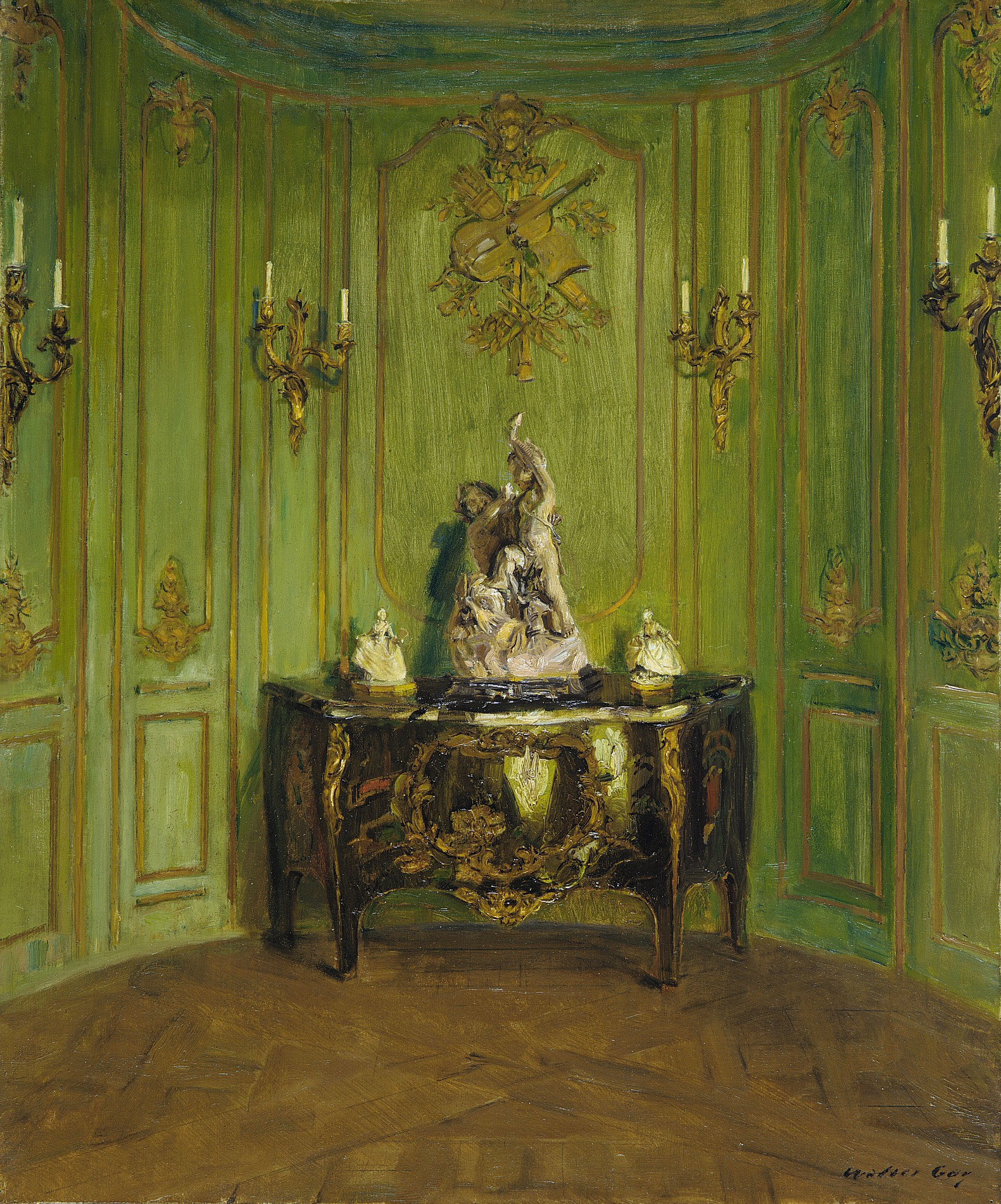
The Green Salon, 1912, au Metropolitan Museum of Art.
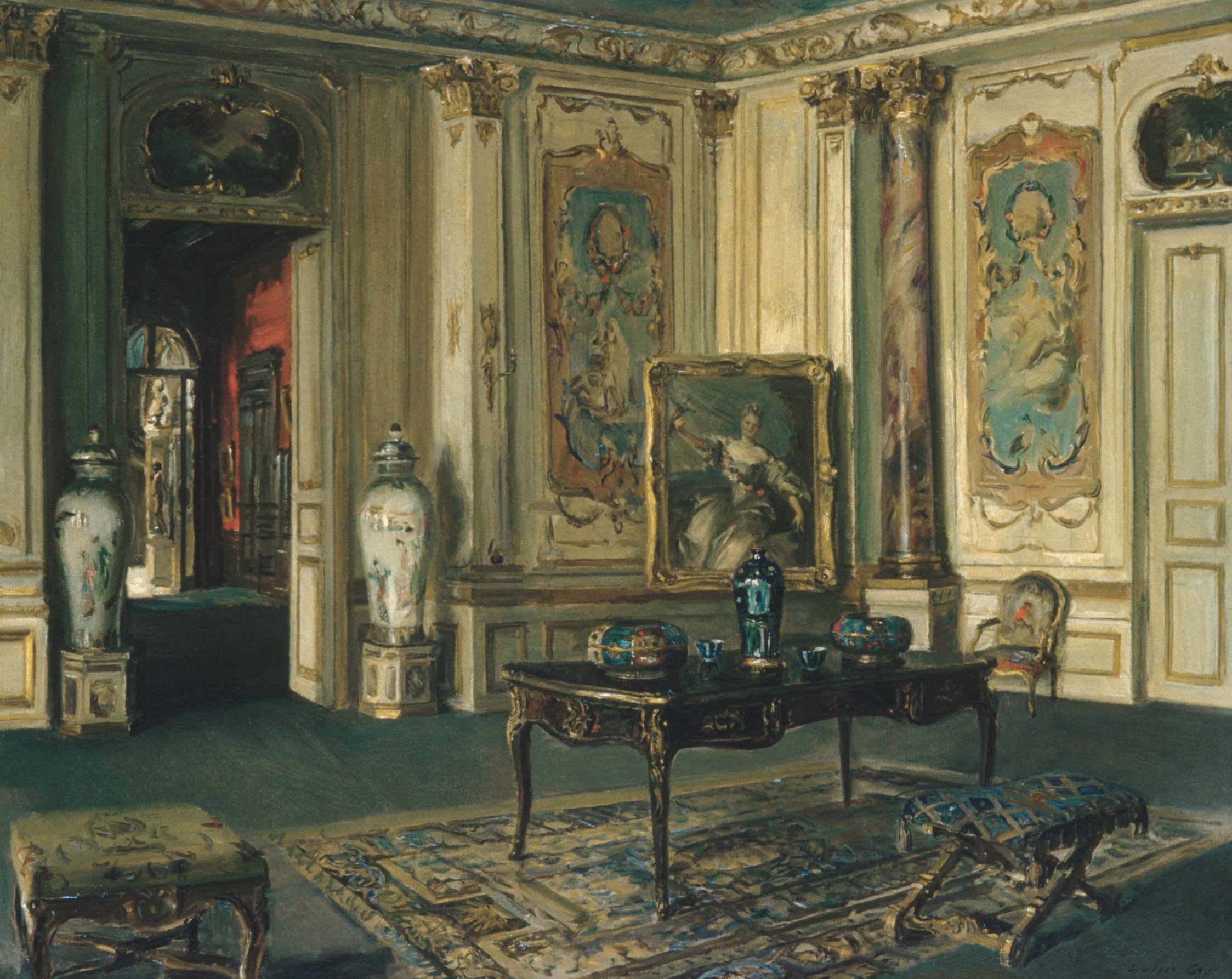
Le Grand Salon, Musée Jacquemart-André, 1913, au Metropolitan Museum of Art.